# Papierwerd

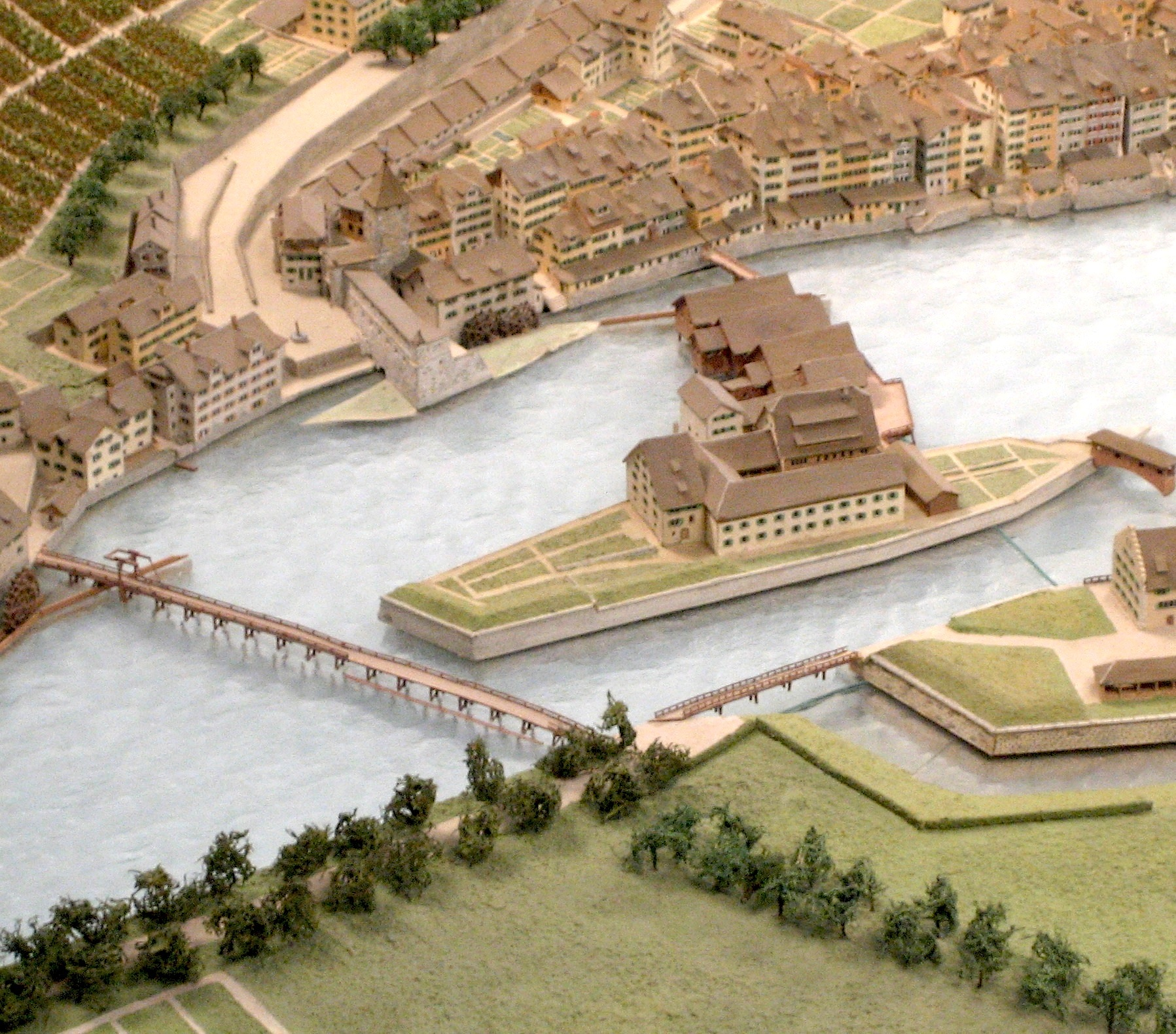
Papierwerdinsel 1792 auf dem Stadtmodell von Hans Langmack

Die Papierwerd oder manchmal auch Papierwerd-Insel war bis 1950 eine Insel in der Limmat in der Stadt Zürich.

## Name
Werd geht auf das althochdeutsche Wort werid beziehungsweise das mittelhochdeutsche wert zurück, das «Insel, Flussinsel; Niederung zwischen Flüssen und Seen» bedeutete. Der Name Papierwerd verweist auf die Zürcher Papiermühle, die jahrhundertelang auf der Insel stand.

## Geschichte
Am 15. Mai 1320 wird erstmals der «Werdsteg» urkundlich erwähnt, der als niederer Mühlesteg das rechte Limmatufer (Limmatquai) mit den ehemaligen fünf Mühlen auf der Flussinsel verband. Auf dieser waren unter anderem auch Pulver- und Papiermühlen angesiedelt, wie bereits auf dem Murerplan (1576) von Jos Murer zu erkennen ist. Die Mühlen in Limmat und Sihl gehörten im Mittelalter zum umfangreichen Grundbesitz der Fraumünsterabtei.
In der Mitte des 16. Jahrhunderts hatte Christoph Froschauer die Pacht der städtischen Papiermühle auf der Papierwerd inne. Als ab 1642 bis in die Mitte des 18. Jahrhunderts die dritte Stadtbefestigung erbaut wurde, bezog man beim Schanzengraben die Papierwerd in die Befestigung mit ein.

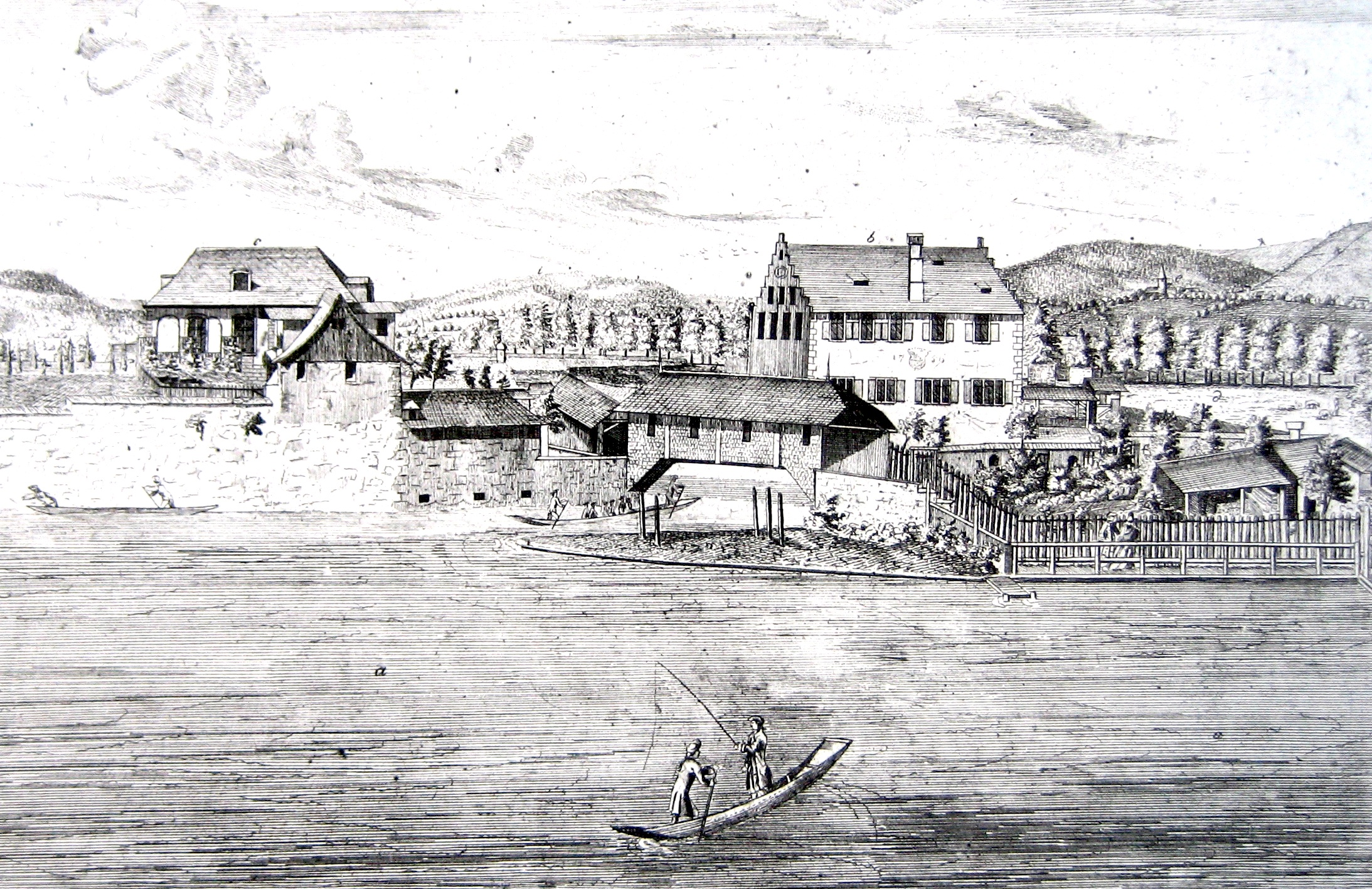
Papierwerd und das gedeckte Brüggli um 1780

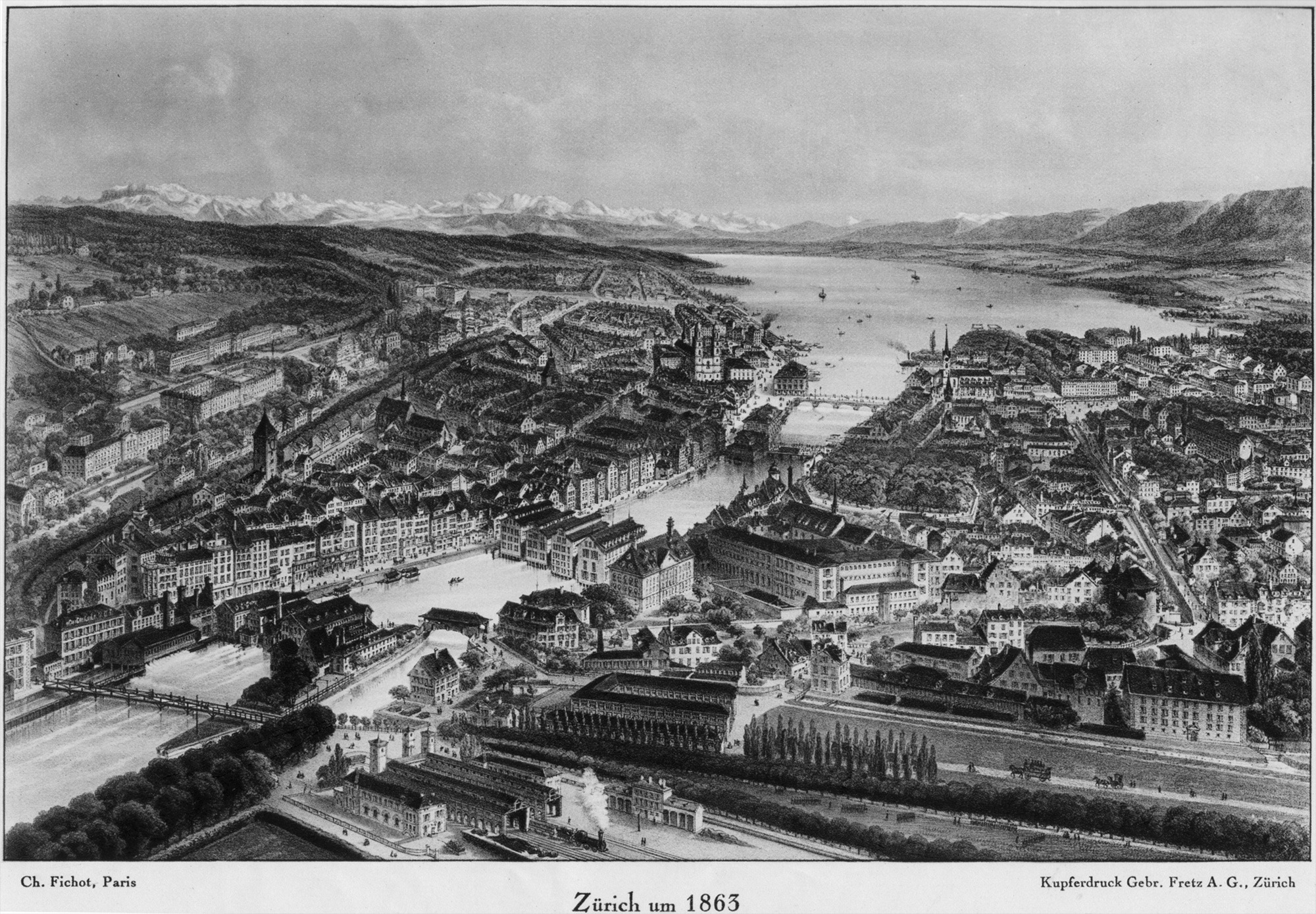
Ansicht von Zürich um 1863 auf einem Kupferstich von Charles Fichot. Die Papierwerd liegt direkt hinter dem Bahnhof, erkennbar am geschwungenen gedeckten Brüggli.

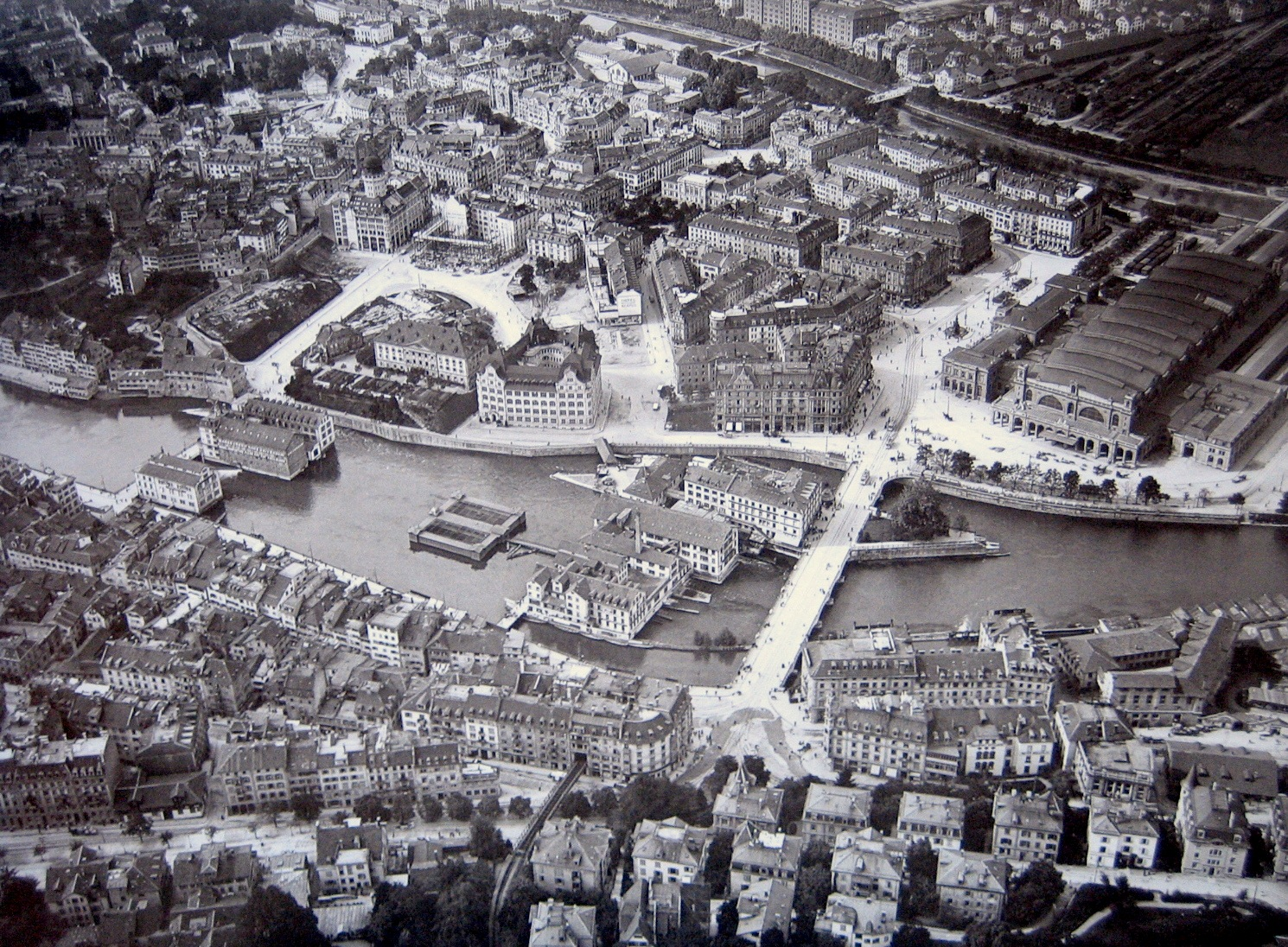
Limmatraum zwischen Urania, Bahnhof und Central um 1910. In der Bildmitte deutlich sichtbar die Magazine zum Globus auf der und die Bahnhofbrücke rittlings über die Papierwerd, darunter gegen das Central die Mühlen des unteren Mühlesteges. Ballonaufnahme von Eduard Spelterini.

Der Neubau der Bahnhofbrücke in den 1950er-Jahren. Die neue Brücke ist zwischen Werdinsel und Central fertiggestellt. Der Limmatarm links der Werdinsel wird durch die Motorfahrzeugunterführung ersetzt. Es sind noch die Bögen der alten Brücke zu sehen.

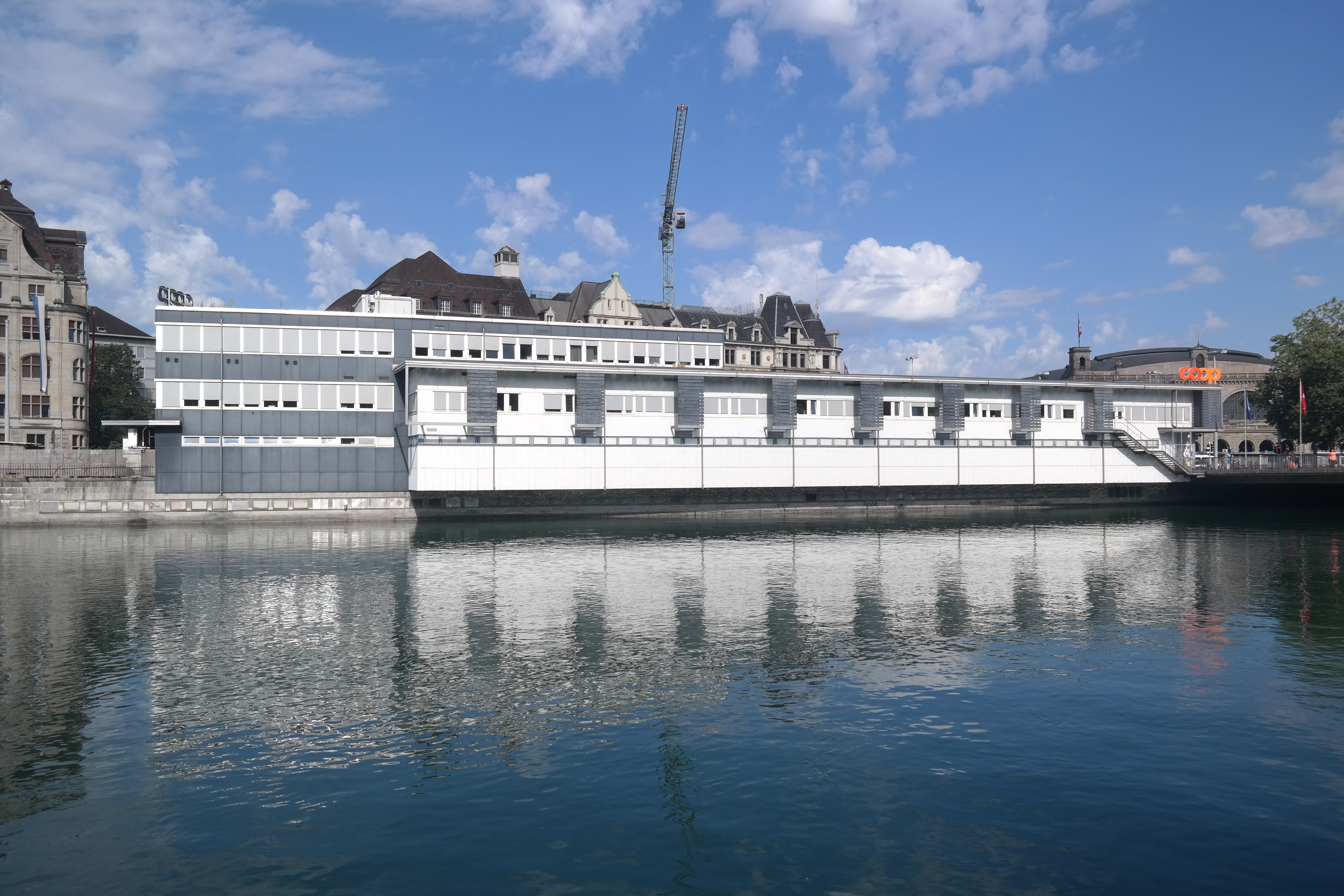
Das ehemalige Globusprovisorium, Ansicht vom Mühlesteg, am linken Bildrand ist das «Du Pont» zu erkennen.

Am 29. August 1865 verpflichtete sich die «Aktiengesellschaft der mechanischen Papierfabrik an der Sihl» gegenüber der Stadtgemeinde Zürich vertraglich «... das Stück Gartenland, zum Papierwerd genannt, abzutreten, damit dort eine öffentliche Promenade errichtet werden kann. Auf diesem Areal sollen keinerlei Hochbauten errichtet werden ...»
1882 baute Josef Weber auf der Papierwerd den «Bazar ohne Grenzen», aus dem später das Warenhaus Globus wurde.
Am 12. September 1948 nahmen die Stimmbürger der Stadt den Kredit für die Neugestaltung von Bahnhofplatz, Bahnhofbrücke und Leonhardplatz, dem späteren Central, an. Dem Kredit über 10,65 Mio. Franken wurde mit einem Mehr von 68 % zugestimmt.
1950 wurden das Warenhaus und das gedeckte Brüggli beim Restaurant «Du Pont» abgebrochen sowie der trockengelegte Limmatarm zur Strassenunterführung umgebaut; die Papierwerd war damit keine Insel mehr. Diese Arbeiten waren Voraussetzung für den Neubau der Bahnhofbrücke Zürich.
1951 wurde ein geplanter Neubau des Globus-Warenhaues, um einen freien Limmatraum zu gewinnen, in einer Volksabstimmung abgelehnt. Stattdessen erfolgte der Bau eines Provisoriums, um dem Warenhaus an seinem neuen Standort einen Neubau zu ermöglichen.
Im Herbst 1967 verliess Globus das Provisorium auf der Papierwerd und die seit den 1950er Jahren bestehende Idee eines Jugendhauses auf den Bahnhofbrücke kam wieder ins Gespräch. Am einer Vollversammlung am Wochenende vom 14. und 15. Juni 1968 forderte die Fortschrittliche Arbeiter und Studentenschaft (FASS) von der Stadt, die leerstehende Liegenschaft «Globusprovisorium» oder ein vergleichbares Gebäude bis zum 1. Juli 1968 als Jugendzentrum zur Verfügung zu stellen. Kurz zuvor, am 13. Juni, hatte der Stadtrat bekannt gegeben, dass das Globusprovisorium der ETH und dem Lebensmittelverein Zürich (LVZ, seit 1969 Coop) vermietet wird. Da der Stadtrat den Vertrag nicht mehr auflösen wollte, kam es am Samstag, 29. Juni zu einer Kundgebung, die schliesslich im sogenannten Globuskrawall mündete, dem Höhepunkt der Zürcher 68er-Unruhen.
Direkt oberhalb der Papierwerd wurde 1982 mit dem neuen Mühlesteg die Verbindung geschlossen, welche seit dem im gleichen Zusammenhang («freie Limmat») erfolgten Abbruch des oberen (1943) und unteren (1949) Mühlestegs gefehlt hatte.

## Projekte
Unzählige Projekte zur Nutzung, Umnutzung und Neunutzung der Papierwerd wurden in den vergangenen hundert Jahren lanciert.
- Eine «Hausbrücke» zwischen der Bahnhofbrücke und einer neuen Beatenbrücke etwa in der Lage des heutigen Mühlestegs wurde von Bischoff und Weideli 1915/18 im Auftrag von Stadt und Kanton projektiert.[13]
- Stadtbaumeister Friedrich Wilhelm Fissler und Prof. R. Rittmeyer griffen diese Idee in den Jahren 1943/45 unabhängig voneinander wieder auf. Fissler vertrat im Schweizer Baublatt die Meinung, mit einem Querbau als Neubau für den Globus könne das Raumbild gewahrt bleiben.[14]
- Weitere Projekte stammen etwa von Dolf Schnebli, Ralph Baenziger, Claudia Bersin, Esther und Rudolf Guyer (alle 1979).[15] Zwei neuere Nutzungsvorschläge beispielsweise von der ETH Zürich sind die Projektideen Art & Shopping Papierwerd-Areal und Pairi-daeza: Tür, Tor, Schwelle.[16][17]

Verwirklicht wurde bisher nichts davon, und noch immer steht das Globus-Provisorium auf der Papierwerd. «… Alle Anläufe für eine Aufwertung des Papierwerd-Areals sind nicht an den architektonischen Visionen gescheitert, sondern es fehlte ein überzeugendes, tragfähiges Nutzungskonzept …»

## Aktuelle Entwicklung
Eine am 16. Januar 2008 vom Gemeinderat (Legislative) der Stadt Zürich dem Stadtrat (Exekutive) vorgelegte Motion forderte:

„... Der Stadtrat soll einen Prozess anstossen, der zur Projektierung einer Anlage führt, die dem zentralen Ort gerecht wird und eine dem Ort entsprechende Nutzung hat“

Die Motion wurde vom Stadtrat zwar abgelehnt, dieser führt aber in seiner Stellungnahme vom 18. Juni 2008 an den Gemeinderat aus:

„... Der Stadtrat schlägt deshalb vor, einen Prozess zu starten, der zu einem überzeugenden Nutzungskonzept an diesem zentralen Ort führt. In einem zweiten Schritt kann darauf die entsprechende Projektierung erfolgen. In diesem Sinn wird der Stadtrat den Gemeinderat im Postulatsbericht über ein Nutzungskonzept, planerische und rechtliche Randbedingungen, eine städtebaulich-architektonische Machbarkeitsstudie sowie die dazugehörige Kostenschätzung orientieren. Damit diesmal der Anlauf für ein neues Projekt an diesem Ort gelingt, soll der komplexe Prozess sorgfältig angegangen werden. Wie die Erfahrung zeigt, wird das mehr als zwei Jahre dauern. Ein Nutzungs- und Projektvorschlag kann bis Ende 2011 erarbeitet werden. Falls der Gemeinderat den Bericht zustimmend zur Kenntnis nimmt, wird der Stadtrat in einem zweiten Schritt einen allfällig notwendigen Projektierungskredit beantragen“

 2022 führte der Stadtrat eine Onlineumfrage durch, um die zukünftige Nutzung des Geländes auszuloten.

## Bilder

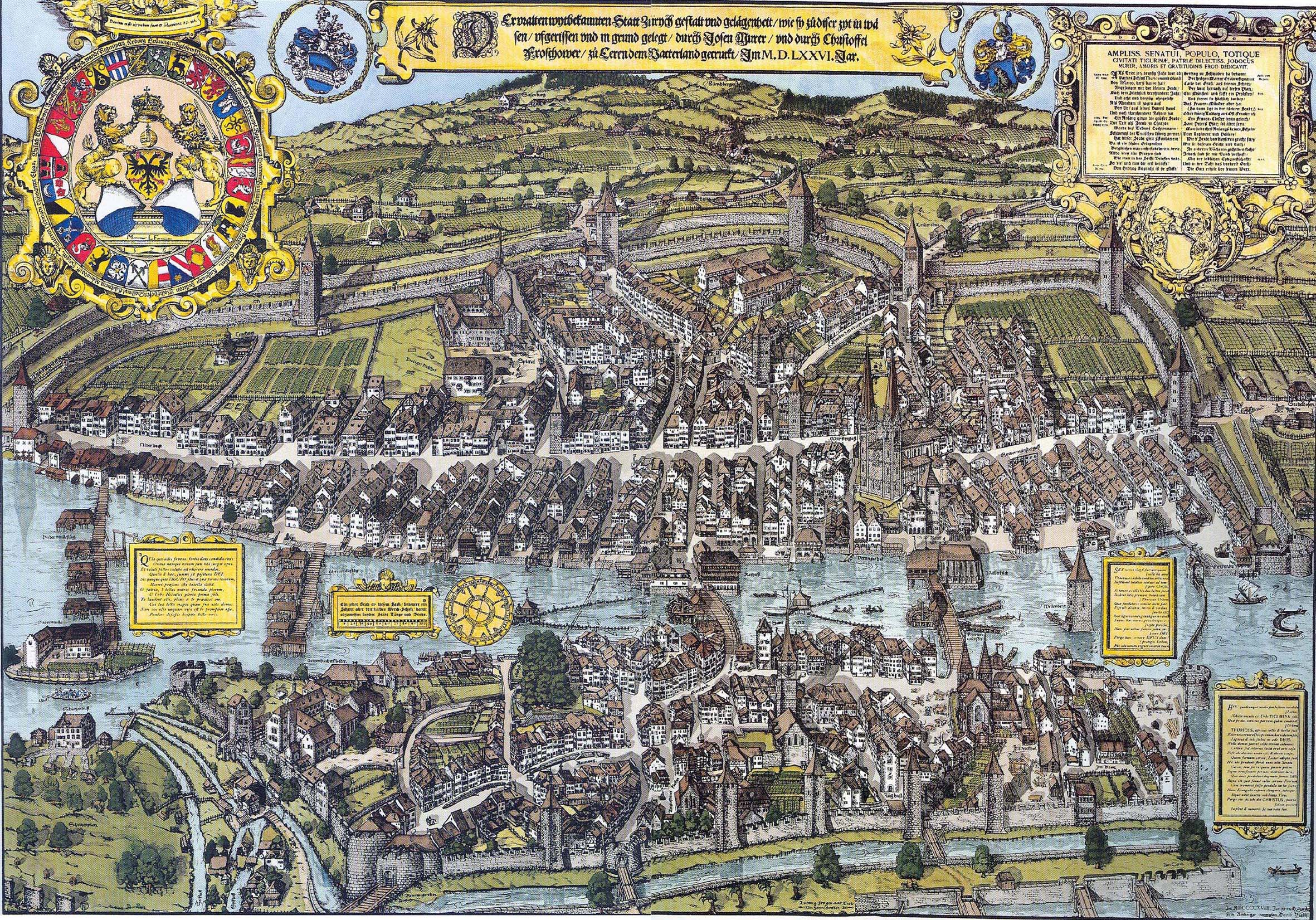
Die Papierwerd (am linken Bildrand) mit der Papiermühle 1576 auf dem  Murerplan von Jos Murer
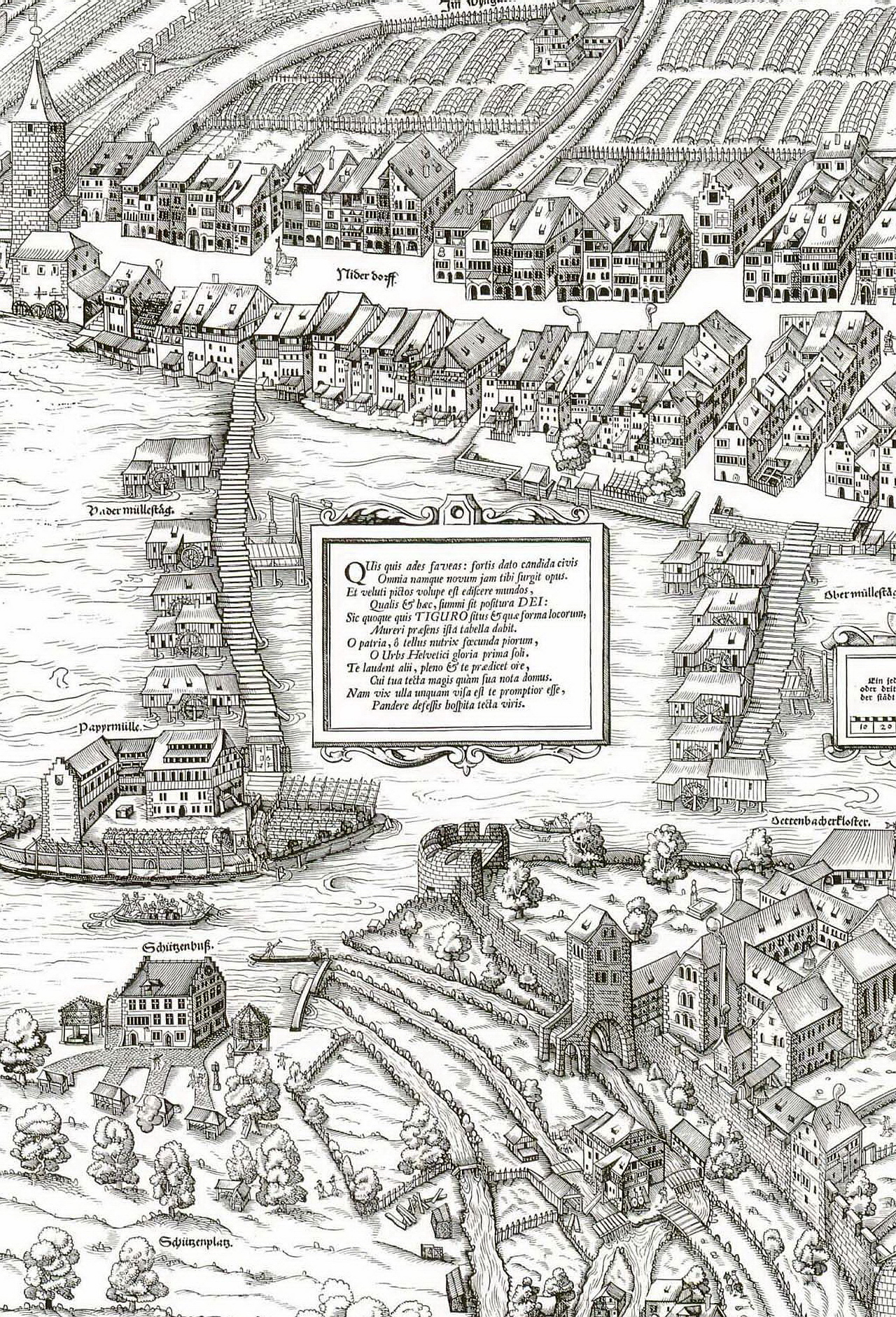
Die Papierwerd auf einer Ausschnittvergrösserung des Murerplans
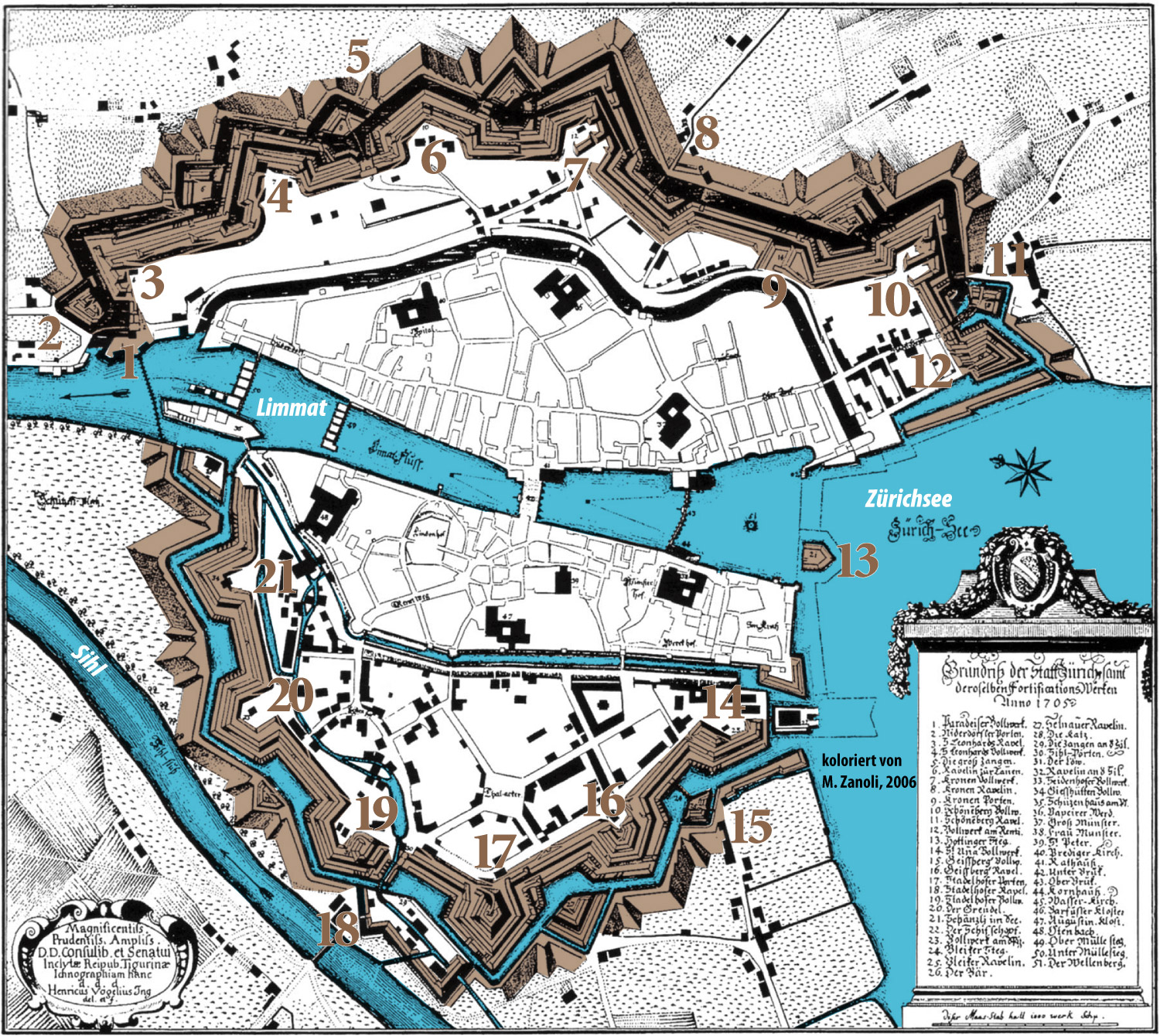
Die dritte Stadtbefestigung von Zürich 1705 mit der Papierwerd beim Einfluss des gezackten Schanzengrabens in die Limmat